# Salamu Mezhídov
Salamu Sultánovich Mezhídov –en ruso, Саламу Султанович Межидов– (Argún, 10 de febrero de 1981) es un deportista ruso, de origen checheno, que compitió en judo. Ganó dos medallas en el Campeonato Europeo de Judo, oro en 2007 y bronce en 2006.

## Palmarés internacional
| Campeonato Europeo | Campeonato Europeo  | Campeonato Europeo | Campeonato Europeo |
| Año                | Lugar               | Medalla            | Categoría          |
| ------------------ | ------------------- | ------------------ | ------------------ |
| 2006               | Tampere (Finlandia) | Medalla de bronce  | –73 kg             |
| 2007               | Belgrado (Serbia)   | Medalla de oro     | –73 kg             |